# Таврійська округа
Таврійська округа (рос. Таврический округ) — історична адміністративно-територіальна одиниця у складі Української Держави у 1918 році.

## Історія

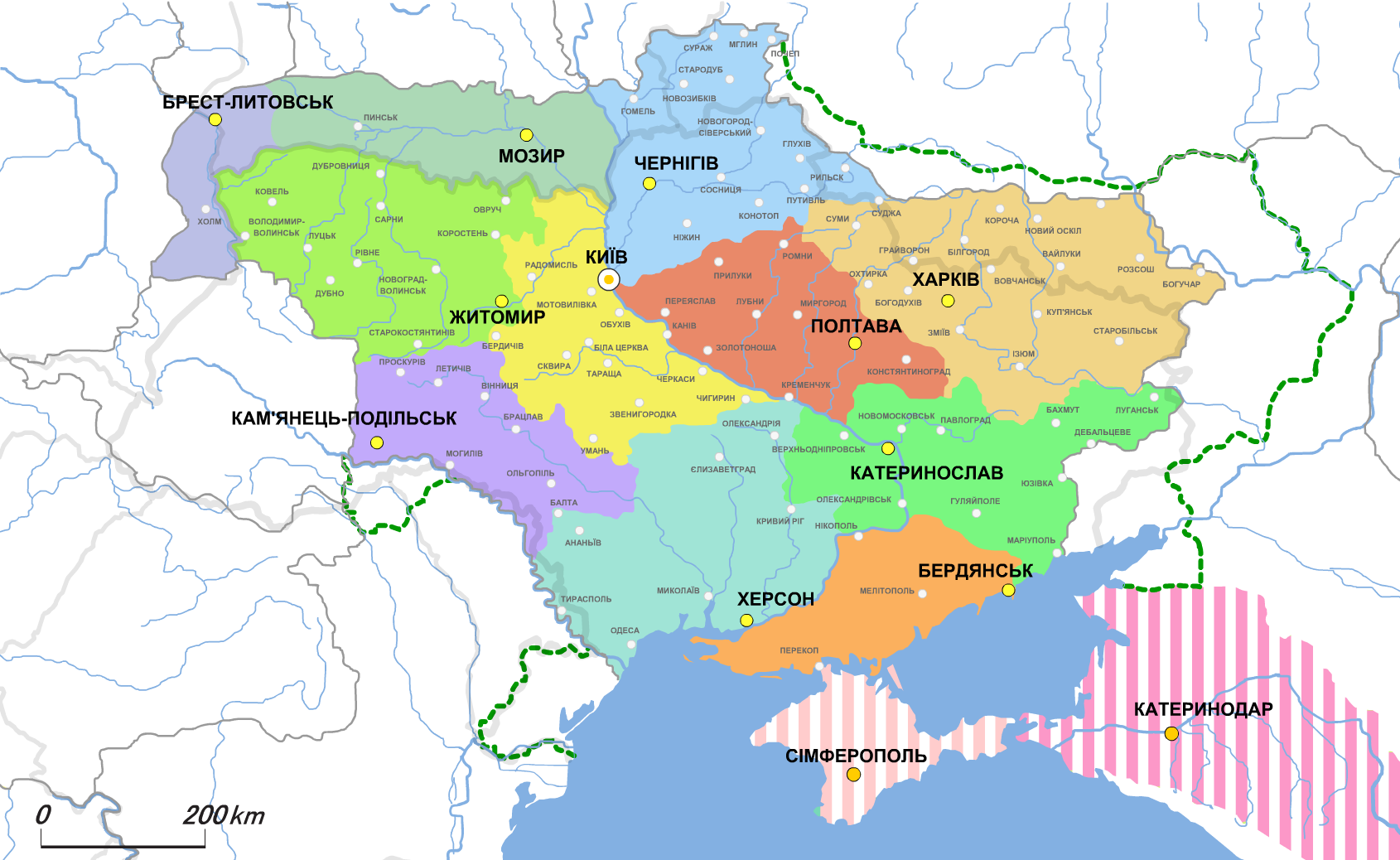
Адміністративно-територіальний устрій Української Держави
Таврійська губернія

Була сформована з Бердянського, Дніпровського, Мелітопольського повітів Таврійської губернії, на які вона, власне, і поділялася. Функцію столиці округи виконувало місто Бердянськ. Причиною сформування було повернення адміністративного устрою до губернського гетьманом Павлом Скоропадським.
20 червня 1918 року губернським старостою гетьман Скоропадський призначив Олександра Десницького; який разом з цим був також уповноваженим представником УД при 52-му корпусі Імперської армії Німеччини.
Таврійська округа припинила своє існування як адміністративно-територіяльна одиниця в Україні наприкінці листопада — у грудні 1918 р. у зв'язку з відповідними подіями (грамота гетьмана Скоропадського від 14 листопада 1918 р., повстання Директорії УНР, вивід військ Німеччини і Австро-Угорщини з України). Так наприклад частина військ УД — гетьманської армії — 45-й піший Бердянський полк підняв замість українського російський трикольоровий прапор і таким чином м. Бердянськ перейшло під владу російських білогвардійців Денікіна. 29 листопада 1918 р. після виведення німецьких військ і м. Мелітополь захопили білі росіяни. Лише в деяких прилеглих до Херсонської губернії районах встановилася влада Директорії УНР.
Функції губернатора в УНР виконував губерніяльний  комісар. Губерніяльним камісаром Таврійської округи номінально був наприкінці 1918 — початку 1919 І.Луценко , що був тоді губернатором Херсонщини .

## Повіти
- Бердянський
- Дніпровський
- Мелітопольський